# Phou Bia
Phou Bia (en idioma laosià: ພູ ເບຍ; que significa "Muntanya de plata" o "Muntanya platejada") és el cim més alt de Laos,fa 2.819 m d'alt i té una prominència de 2.079 m. Es troba a la Serralada Annamita, al límit sud de l'Altiplà de Xiangkhoang a la província de Laos de Xiangkhoang.
Es troba en una zona militar restringida prop de la base aèria abandonada de Long Chen. Fins a juliol de 2008, no hi ha hagut cap ascensió coneguda per part d'una persona estrangera.